# Kaimar Saag
Kaimar Saag est un footballeur international estonien né le 5 août 1988 à Viljandi en RSS d'Estonie. Il évolue actuellement au poste d'attaquant avec le Paide Linnameeskond et en équipe d'Estonie de football.

## Biographie

### Carrière internationale
Kaimar Saag compte 46 sélections et 3 buts avec l'équipe d'Estonie depuis 2007. 
Il fait ses débuts en sélection le 8 septembre 2007 lors d'un match de qualification pour l'Euro 2008 perdu (0-2) face à la Croatie.

## Statistiques détaillées

### Buts en sélection
| # | Date             | Lieu                     | Adversaire | Résultat | Compétition             |
| - | ---------------- | ------------------------ | ---------- | -------- | ----------------------- |
| 1 | 30 décembre 2009 | Estádio Algarve, Faro    | Angola     | 1 - 0    | Amical                  |
| 2 | 11 août 2010     | A. Le Coq Arena, Tallinn | Îles Féroé | 2 - 1    | Éliminatoires Euro 2012 |

## Palmarès
FC Levadia Tallinn
- Champion d'Estonie (2) : 2006, 2007
- Vainqueur de la Coupe d'Estonie (1) : 2007